# Карібов Валерій Леонідович
Валерій Леонідович Карібов (1 лютого 1971, Тбілісі) — радянський та український футболіст, який грав на позиції нападника і півзахисника. Найбільш відомий за виступами в клубі «Прикарпаття» у вищій лізі, а також за виступами в клубі «Іракліс» у вищому грецькому дивізіоні, грав також у низці грецьких команд нижчих ліг.

## Клубна кар'єра
Валерій Карібов народився у Тбілісі, а розпочав виступи на футбольних полях у складі команди другої ліги СРСР «Прикарпаття» з Івано-Франківська у 1989 році. У цій команді футболіст зіграв 72 матчі у другій лізі. У 1991 році «Прикарпаття» зайняло друге місце в зональному турнірі другої ліги, і після проголошення незалежності України отримало місце у вищій українській лізі. Проте в першому сезоні в незалежній Україні івано-франківська команда виступила невдало, зайнявши лише 8 місце у груповому турнірі, та вибула до першої ліги. Валерій Карібов зіграв у короткотривалому першому чемпіонаті України лише 1 матч, і після закінчення чемпіонату став гравцем команди вищого грецького дивізіону «Іракліс». У вищому грецькому дивізіоні за два роки перебування в пірейській команді Карібов зіграв 24 матчі. Далі протягом чотирьох років футболіст грав у команді другого грецького дивізіону «Панахаїкі». У цій команді він грав разом із іншим українським футболістом Василем Новохацьким. закінчив виступи на футбольних полях Валерій Карібов у нижчоліговому грецькому клубі «Неаполіс» із Салонік.